# An Innocent Man
An Innocent Man är ett musikalbum av Billy Joel. Det släpptes i augusti 1983 på Columbia Records. Albumet spelades in efter den seriösa skivan The Nylon Curtain och var en betydligt mer lättsam affär än det albumet. Musiken på An Innocent Man är glad och problemfri och inspirerad av 1960-talets glada pop och doo wop-musik. Albumet genererade också två stora hitsinglar med "Tell Her About It" som nådde första placering på Billboards singellista, och "Uptown Girl" som blev etta i Storbritannien. Även titelspåret släpptes som singel. Toots Thielemans medverkar med munspel på låten "Leave a Tender Moment Alone".

## Låtlista
1. "Easy Money"
2. "An Innocent Man"
3. "The Longest Time"
4. "This Night"
5. "Tell Her About It"
6. "Uptown Girl"
7. "Careless Talk"
8. "Christie Lee"
9. "Leave a Tender Moment Alone"
10. "Keeping the Faith"

## Listplaceringar
| Lista (1983)   | Position              |
| -------------- | --------------------- |
| Australien     | 3 (Kent Music Report) |
| Frankrike      | 11                    |
| Island         | 3                     |
| Kanada         | 12 (RPM)              |
| Nederländerna  | 14                    |
| Norge          | 9 (VG-lista)          |
| Nya Zeeland    | 1                     |
| Storbritannien | 2 (UK Albums Chart)   |
| Sverige        | 39 (Topplistan)       |
| USA            | 4 (Billboard 200)     |
| Västtyskland   | 36                    |